# Salsola libyca
Salsola libyca är en amarantväxtart som beskrevs av Viktor Petrovitj Botjantsev. Salsola libyca ingår i släktet sodaörter, och familjen amarantväxter. Inga underarter finns listade i Catalogue of Life.